# Postal publicitaria

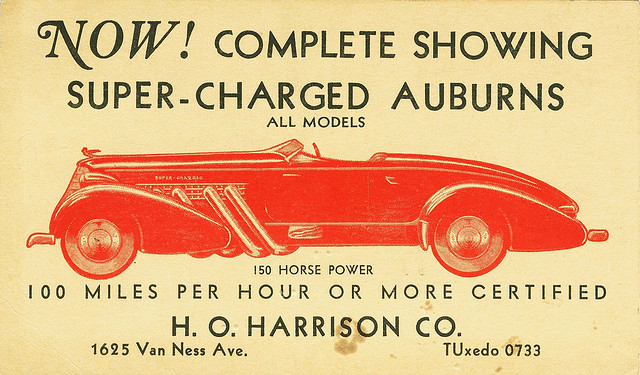
1935 postal de penique que anuncia Auburn Automóviles

Una postal publicitaria es una postal utilizada para propósitos publicitarios (como opuesta a las postales con fines turísticos o de saludo). Las postales son utilizadas en publicidad como una alternativa o para complementar otros soportes publicitarios como catálogos, cartas o flyers. Las postales publicitarias pueden ser enviadas por correo o distribuidas por otros medios.

## Definición
Una postal publicitaria es un pedazo de papel rígido rectangular privado, fabricado comercialmente (típicamente de 3,5 x 5,5 pulgadas o 148 mm x 105 mm en Europa) impreso de forma que es fácil de enviar a través del correo ordinario y está diseñado para incorporar mensajes promocionales de productos o servicios.

## Historia breve
Desde el siglo XVIII, las tarjetas de comercio fueron utilizadas por las empresas para promover una amplia variedad de bienes y servicios. Las imprentas comerciales del siglo XVIII no sólo imprimían tarjetas, sino que también ayudaban a los negocios locales en su distribución. Estas tarjetas de comercio eran las precursoras de la postal publicitaria moderna. A finales del siglo XIX muchas compañías bien conocidas usaban tarjetas de comercio como una forma de promoción incluyendo: Colgate & Palmolive, cacao Van Houten's, bobinas de algodón Clark, soda Tarrant así como muchas compañías de tabaco, celebridades y clubes deportivos. Estas postales publicitarias eran también utilizadas como propaganda.
Esta popularidad de las tarjetas de comercio continuó hasta bien después de la Primera Guerra Mundial, pero empezó a decaer con la introducción de las emisiones comerciales radiofónicas en los años 1920s debido a las preferencias de los anunciantes por la inmediatez de la radio como medio para lograr audiencias en masa a un coste eficiente. Aun así, en los años 1990s, las postales publicitarias recuperaron parte de su popularidad anterior. Los anunciantes empezaron a resucitarlas como parte de una estrategia de medios de comunicación integrada global diseñada para alcanzar a los altamente móviles y 'duros-de conseguir mercados juveniles.
Tarjetas de comercio y postales publicitarias a través de los tiempos

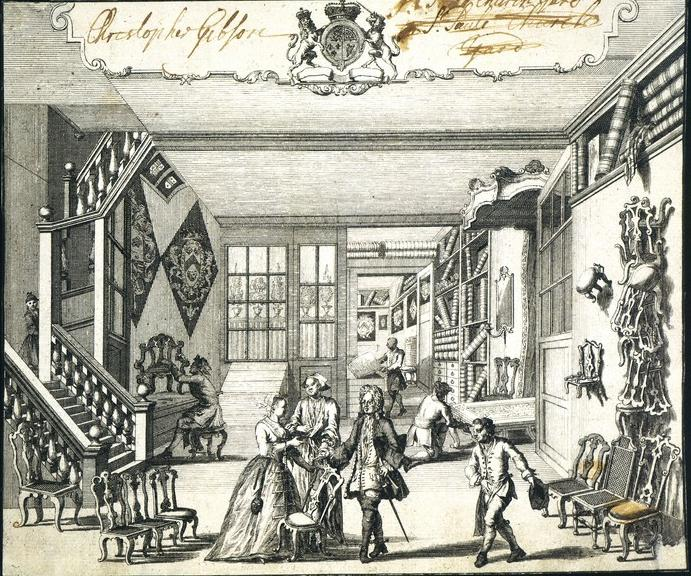
Una tarjeta de comercio de un minorista de muebles y tapicero, 1730-1742, V & A Museum
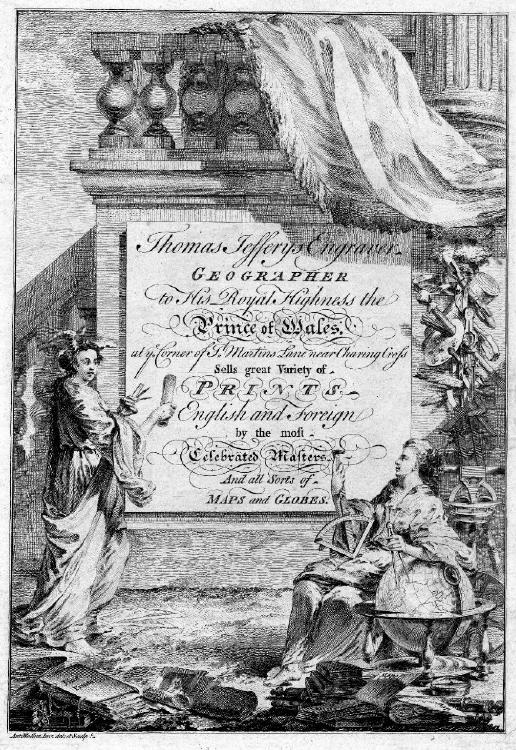
Tarjeta de Thomas Jeffreys, 1750
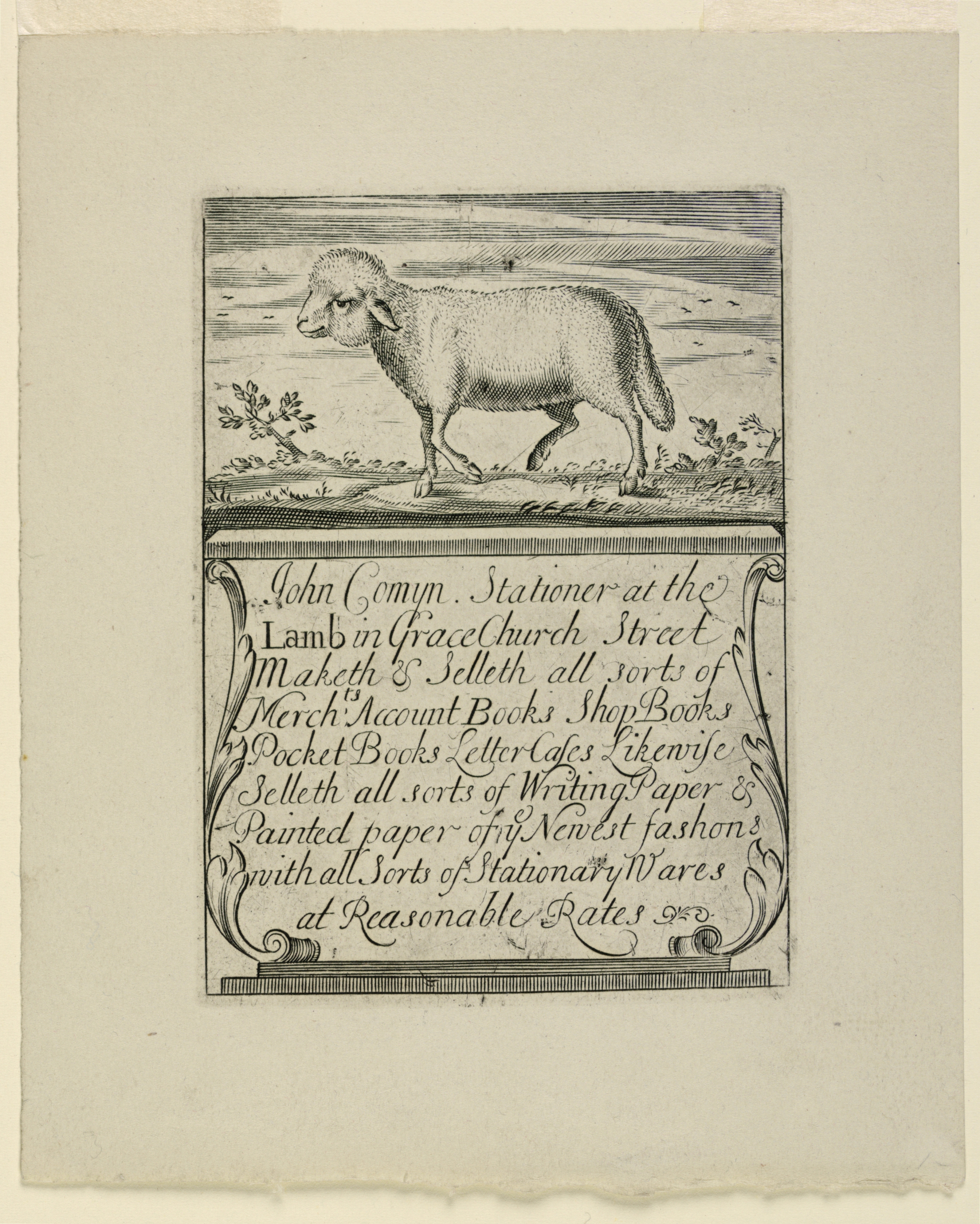
Tarjeta de un comercio c. 1750
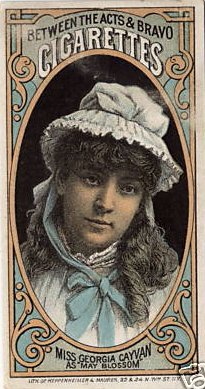
Tarjeta de cigarrillos presentando a la popular actriz, Georgia Cayvan, c 1882
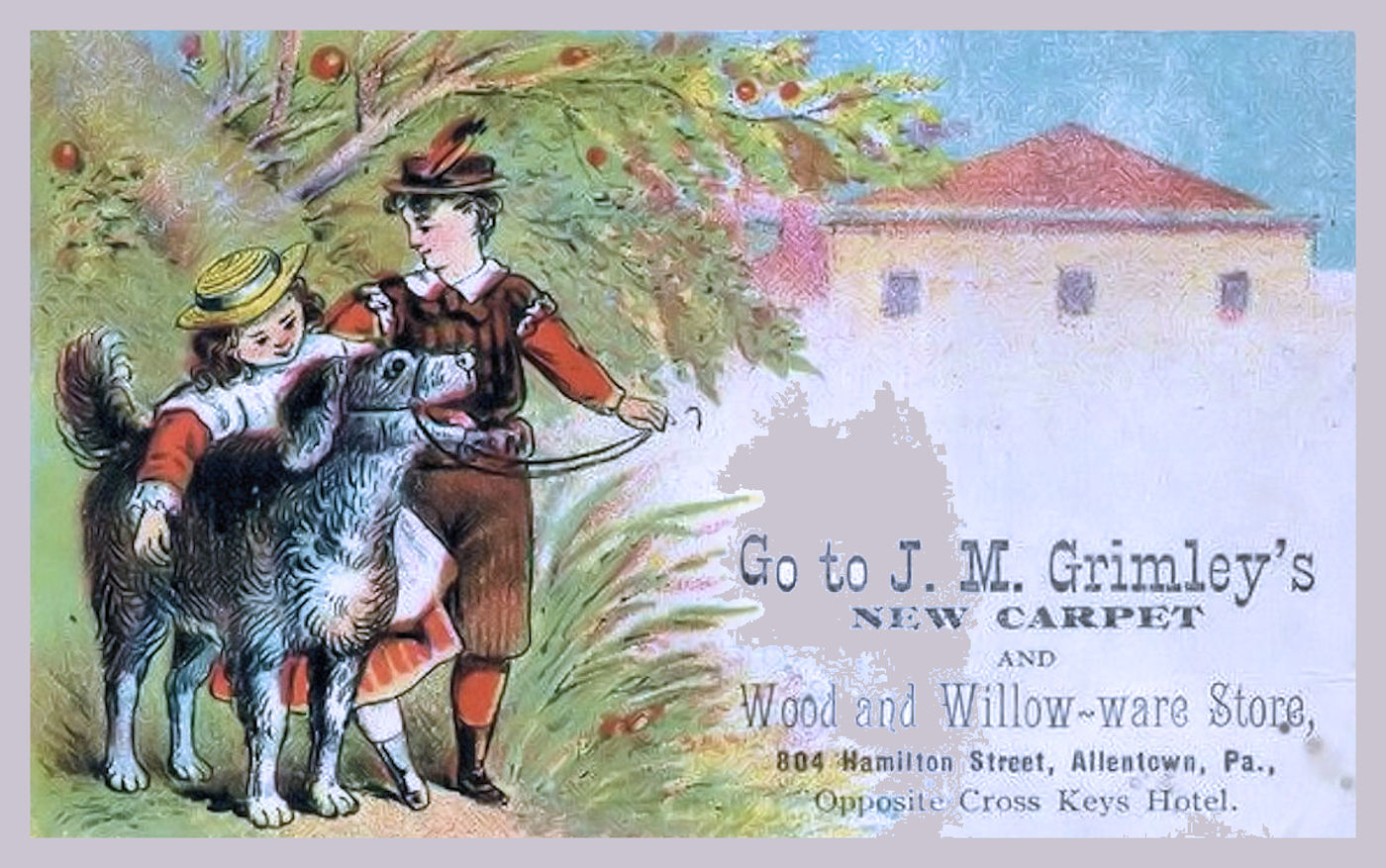
Tarjeta del minorista Jeremiah M Grimley, c. 1884
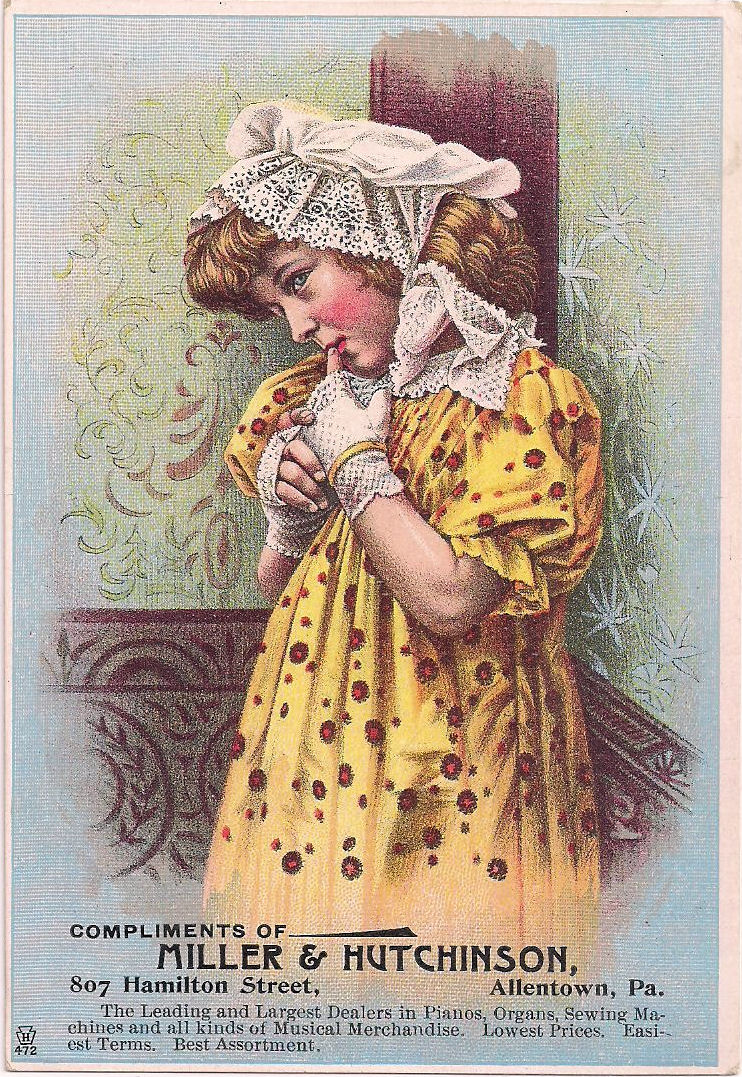
Tarjeta de Miller & Hutchinson, comerciantes de pianos, órganos e instrumentos musicales, 1891
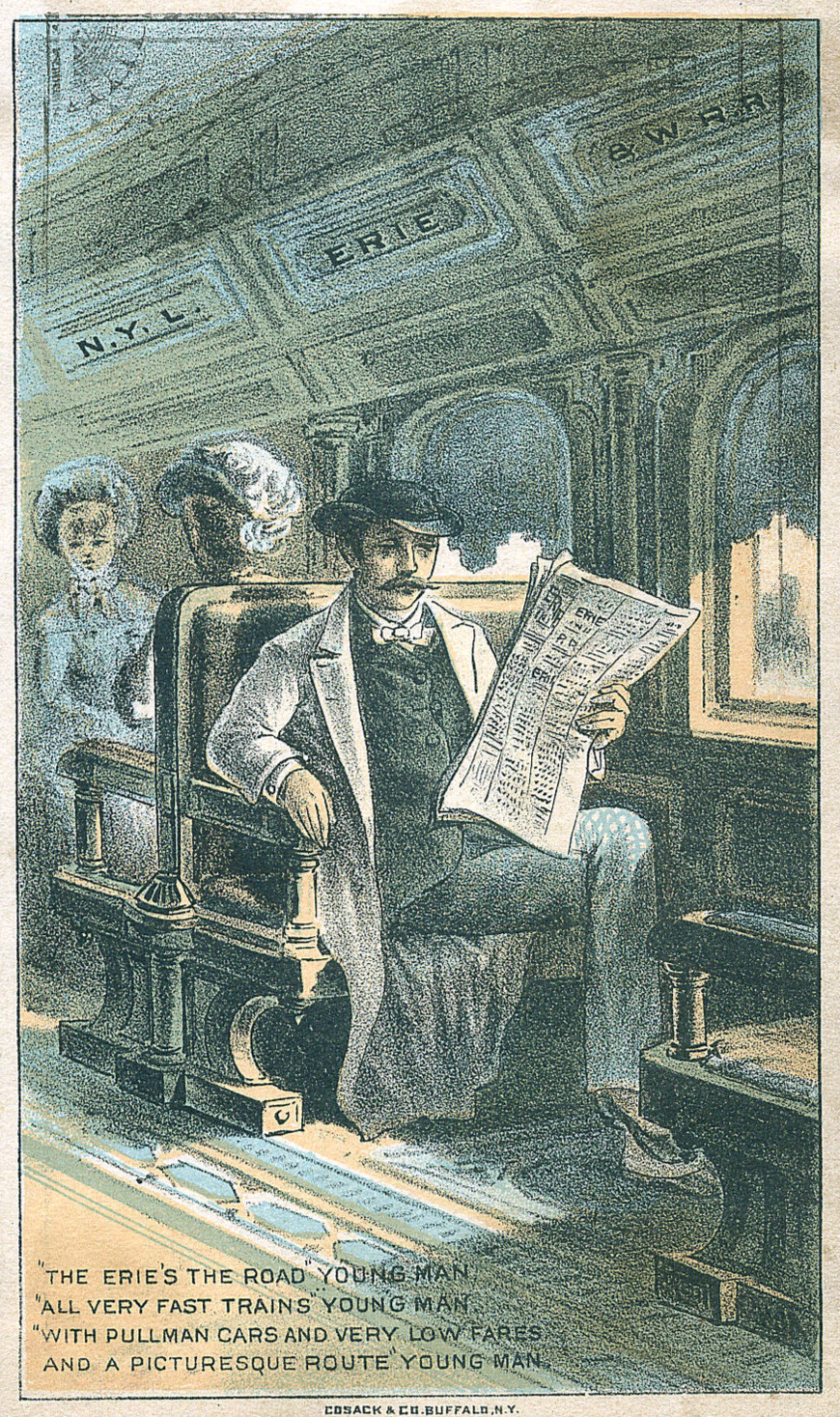
Erie Railroad trade card, before 1900
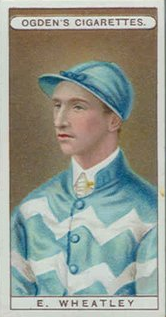
Ogden's cigarette card featuring jockey, Elijah Wheatley, c.1905
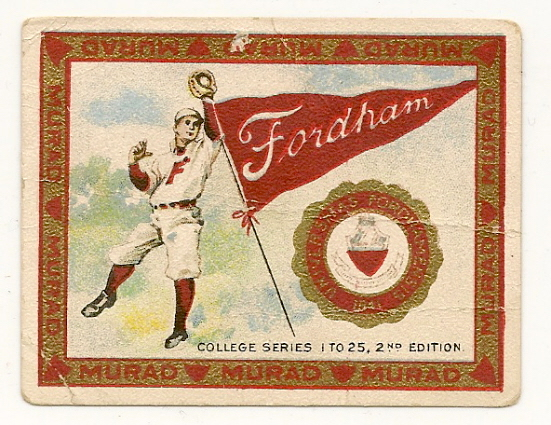
Fordham baseball card c. 1910
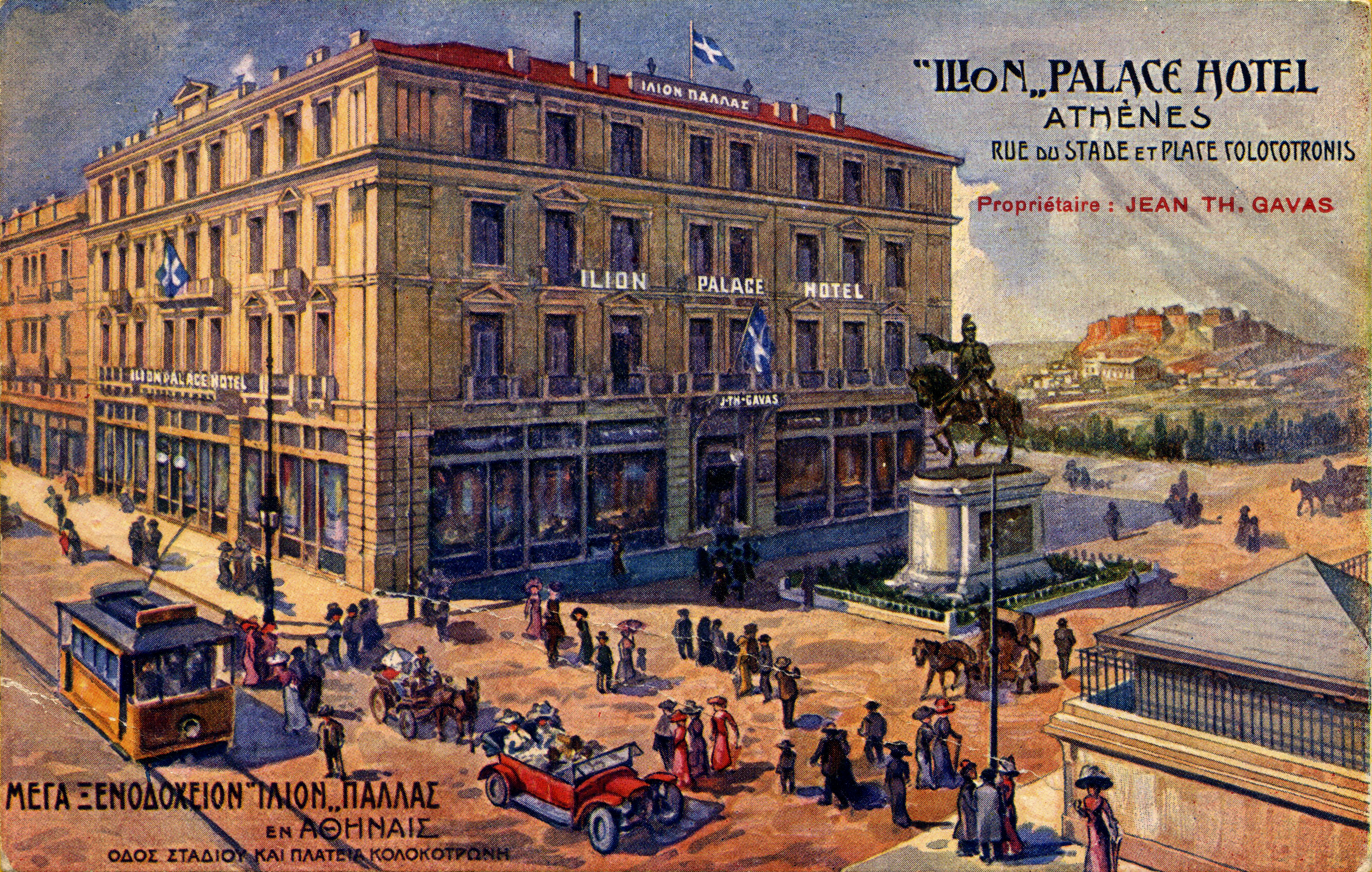
Ilion Palace Hotel en Atenas, Grecia, c. 1910
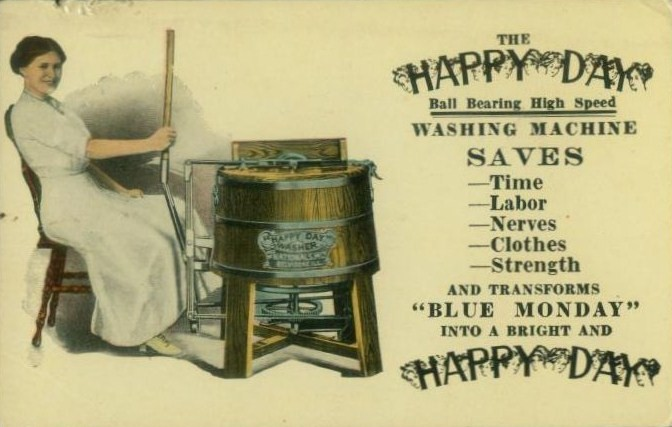
La lavadora The Happy Day, 1910
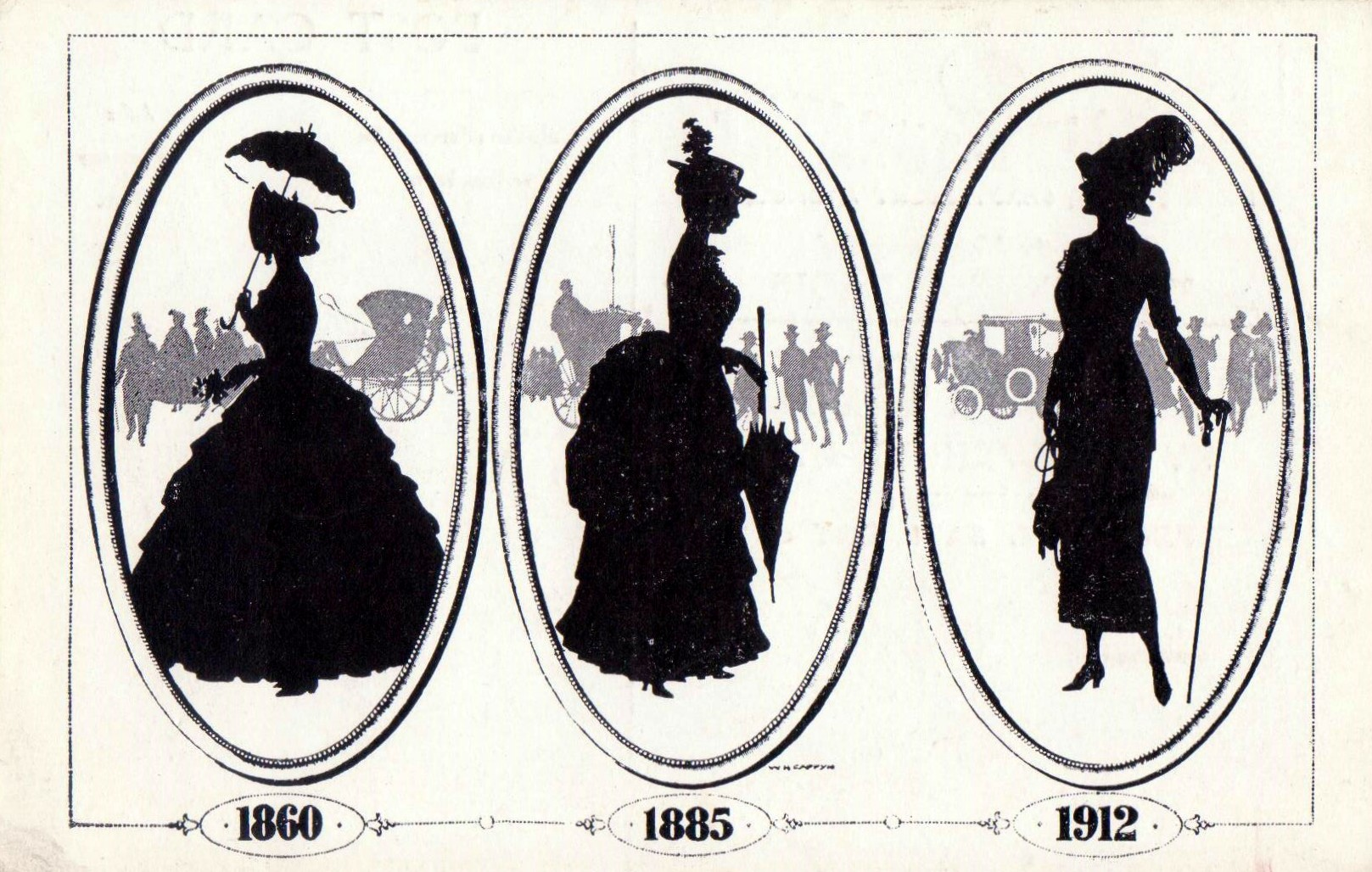
Royalty Theatre, London, 1912
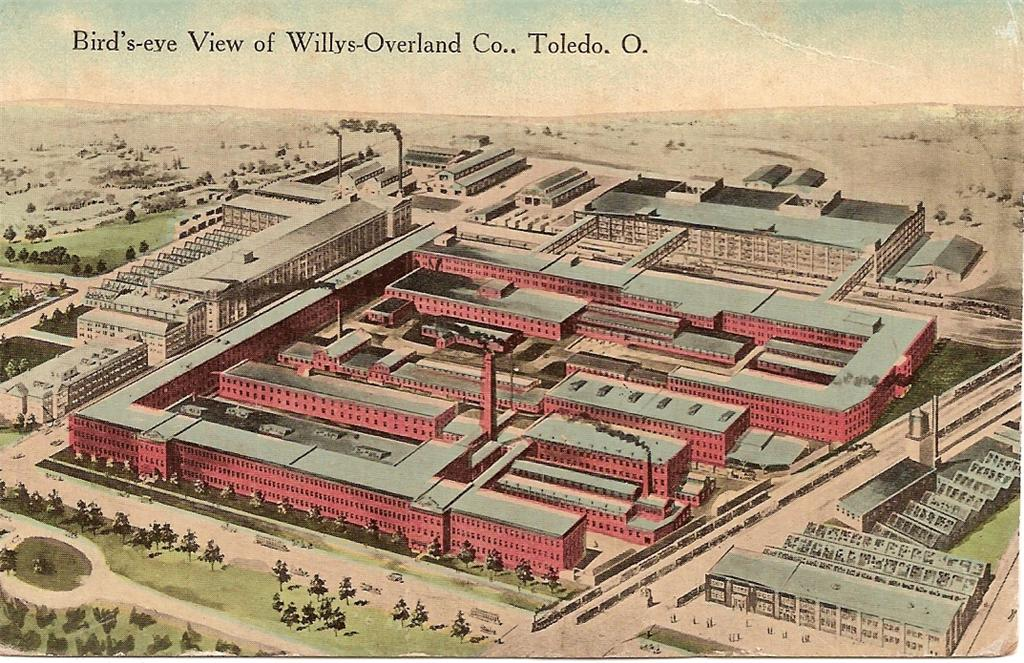
Willy's Overland Factory, Toledo, Ohio, 1915
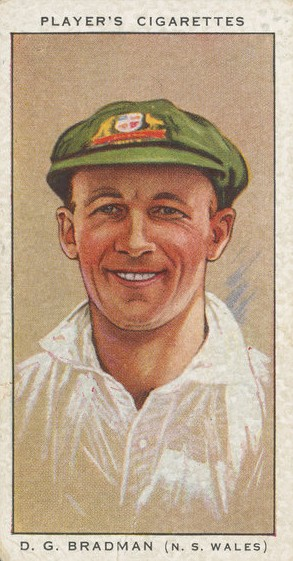
Tarjeta de cigarrillos Players mostrando al bateador australiano, Donald Bradman, 1930s

## Tipos
Mientras que hay muchos tipos diferentes de postales, hay dos tipos de anchos - los de las tarjetas que son enviadas a clientes, posiblemente con los nombres tomados de una lista de correo y las que son distribuidos directamente.

### Correo directo
Aunque las postales tradicionalmente han sido siempre de forma rectangular, algunas autoridades postales, como la Empresa de Correo del Canadá, pueden dejar enviar tarjetas no rectangulares. Esto ha dado alas a nuevos conceptos de marketing como tarjetas o postales redondas o tarjetas específicamente troqueladas para encajar con el tema de una campaña en particular.

### Distribución directa
Algunas postales publicitarias son normalmente distribuidas mediante su exhibición en expositores con mensajes para que sean cogidas de forma gratuita. Estos stands están típicamente situados en áreas de alto tráfico como centros comerciales, campus universitarios, estaciones de transporte público y locales de diversión.

## Cultura popular
Las postales publicitarias han sido muy populares para los coleccionistas desde su concepción en los siglos XVIII y XIX. Ellas se encuentran en la frontera entre el arte popular y las bellas artes. Un estudioso ha descrito la afición de coleccionar postales en el siglo XIX como ''manía''. Los expertos recientemente se han interesado por estudiar tarjetas de comercio y postales publicitarias como medios para entender la emergente comercialización de consumo que se produjo en el siglo XVIII.